# 上盤松站
上盤松站（：／ Witbansong yeok */?）是釜山地鐵4號線沿線的一座高架車站，位於韓國釜山廣域市海雲臺區盤松洞。該站原名東釜山大學站，「上盤松」則為副站名；2020年東釜山大學遭韓國教育部勒令關閉後，更名為現在站名。

## 車站結構
站體為1面2線島式月台的高架車站，候車月台設有月台幕門，並有4處出口。

### 月台配置
| 靈山大學 ↑ |
| 下 上 \|   |
| ↓ 古村     |

| 月台 | 路線               | 目的地                                 |
| ---- | ------------------ | -------------------------------------- |
| 上行 | ●釜山都市铁道4号线 | 盤如農產品市場、忠烈祠、東萊、美南方向 |
| 下行 | ●釜山都市铁道4号线 | 古村、安平方向                         |

## 歷史
- 2011年3月30日：落成啟用。

## 車站周邊
- 雲松中學
- 盤松女子中學
- 盤松2洞行政福利中心
- 盤松2洞郵局
- 韓國信用合作社（朝鲜语：신용협동조합 (대한민국)）海雲臺支社

## 圖片

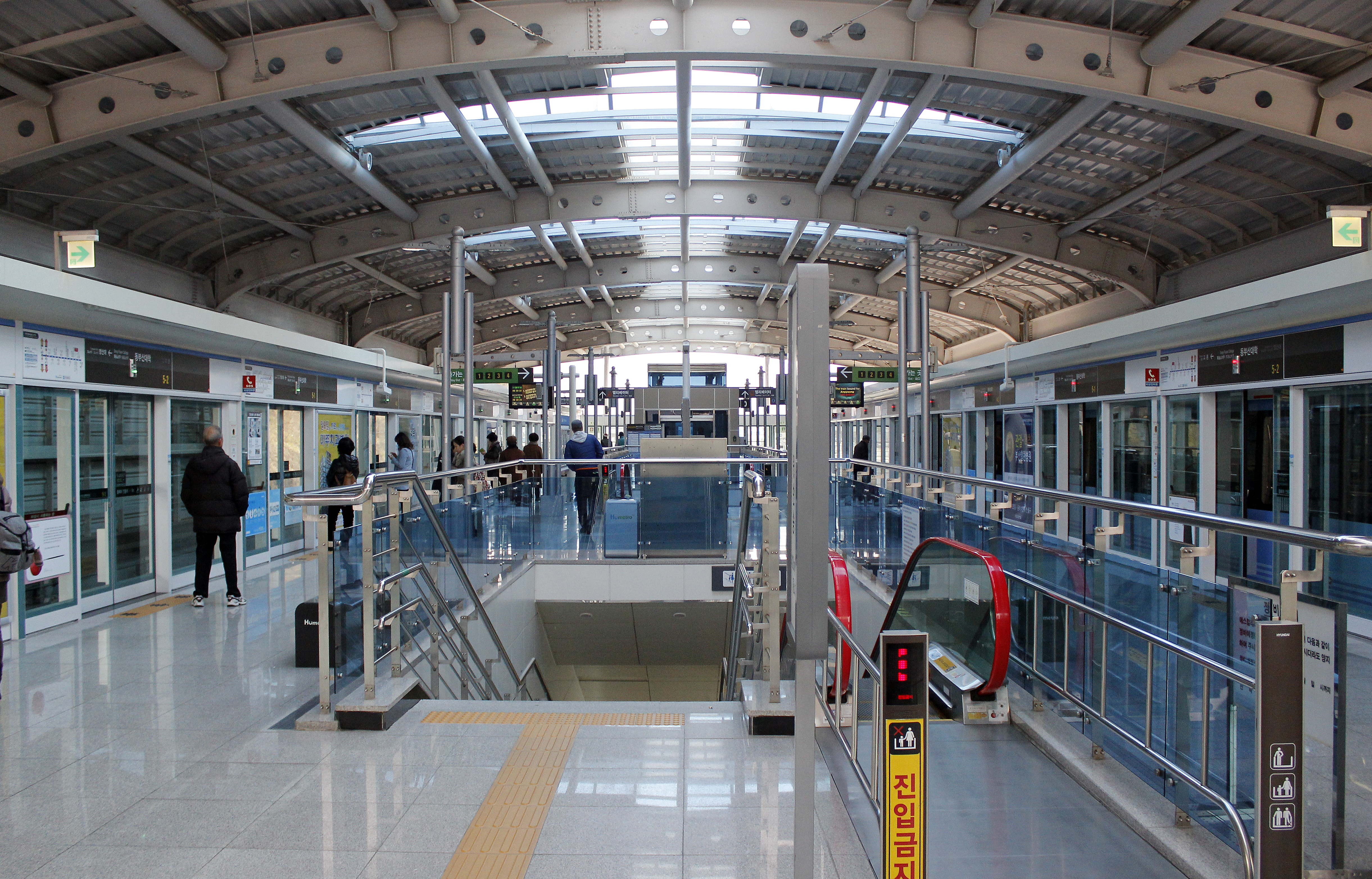
候車月台
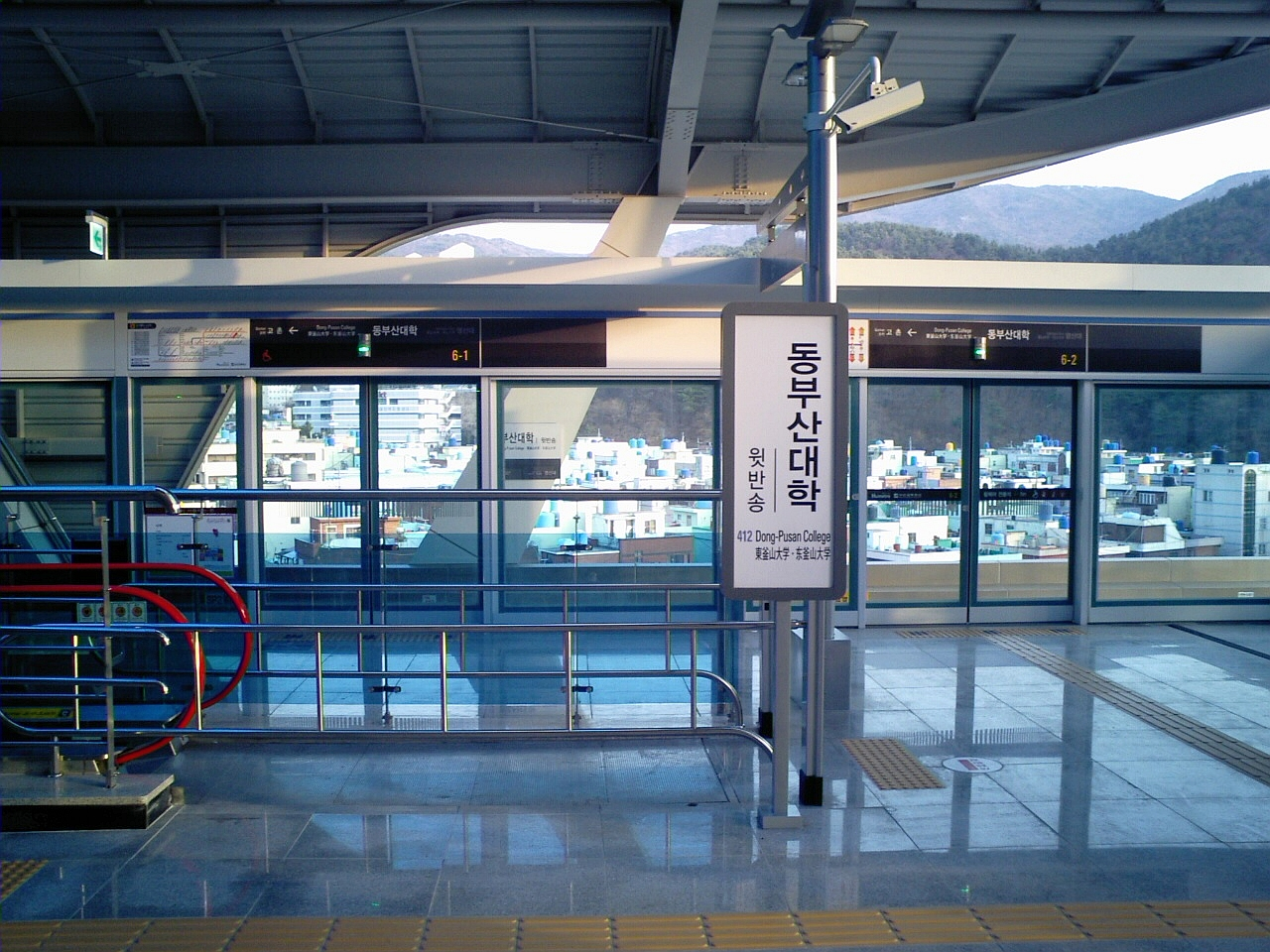
候車月台（往安平方向）
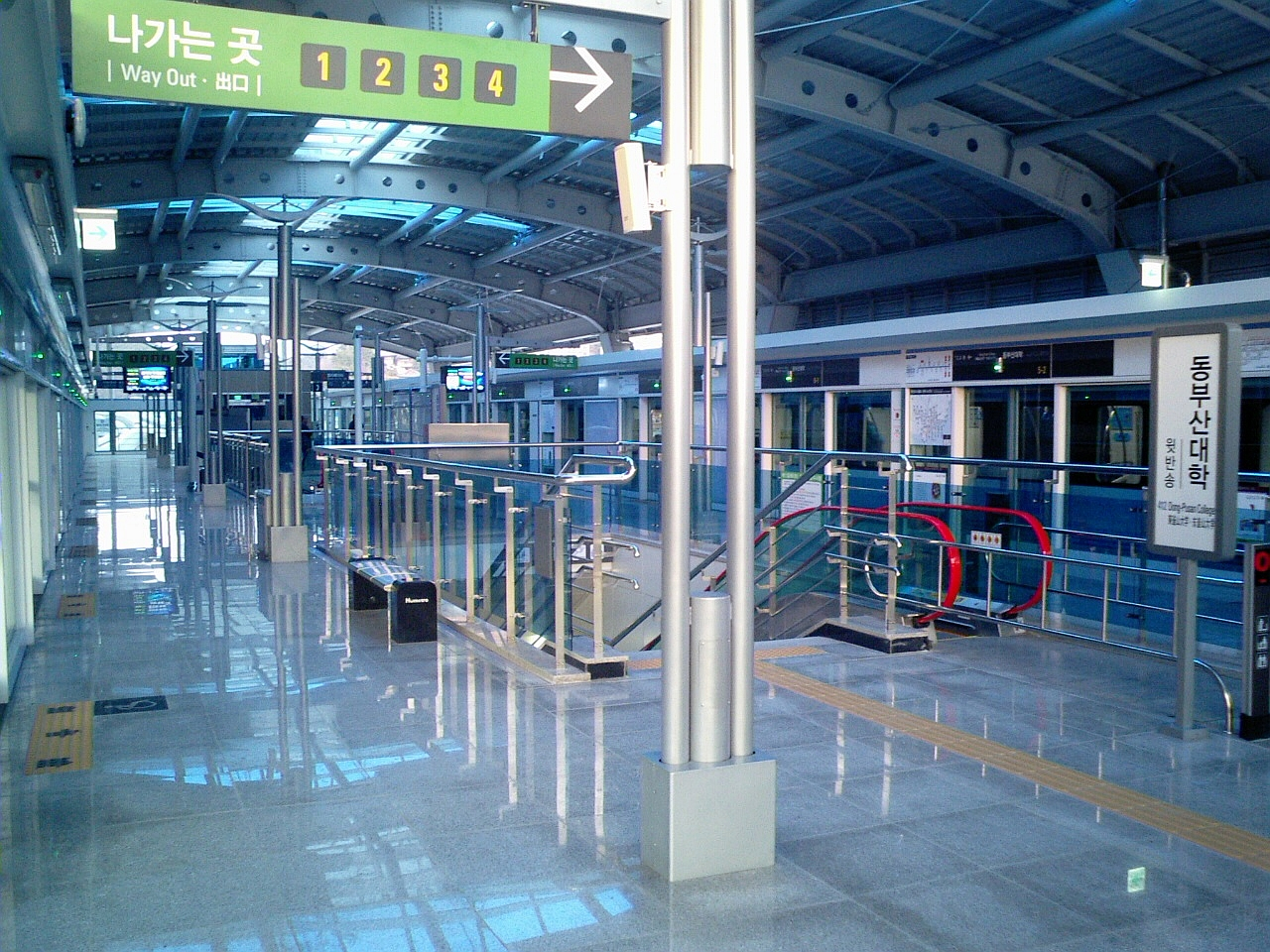
候車月台
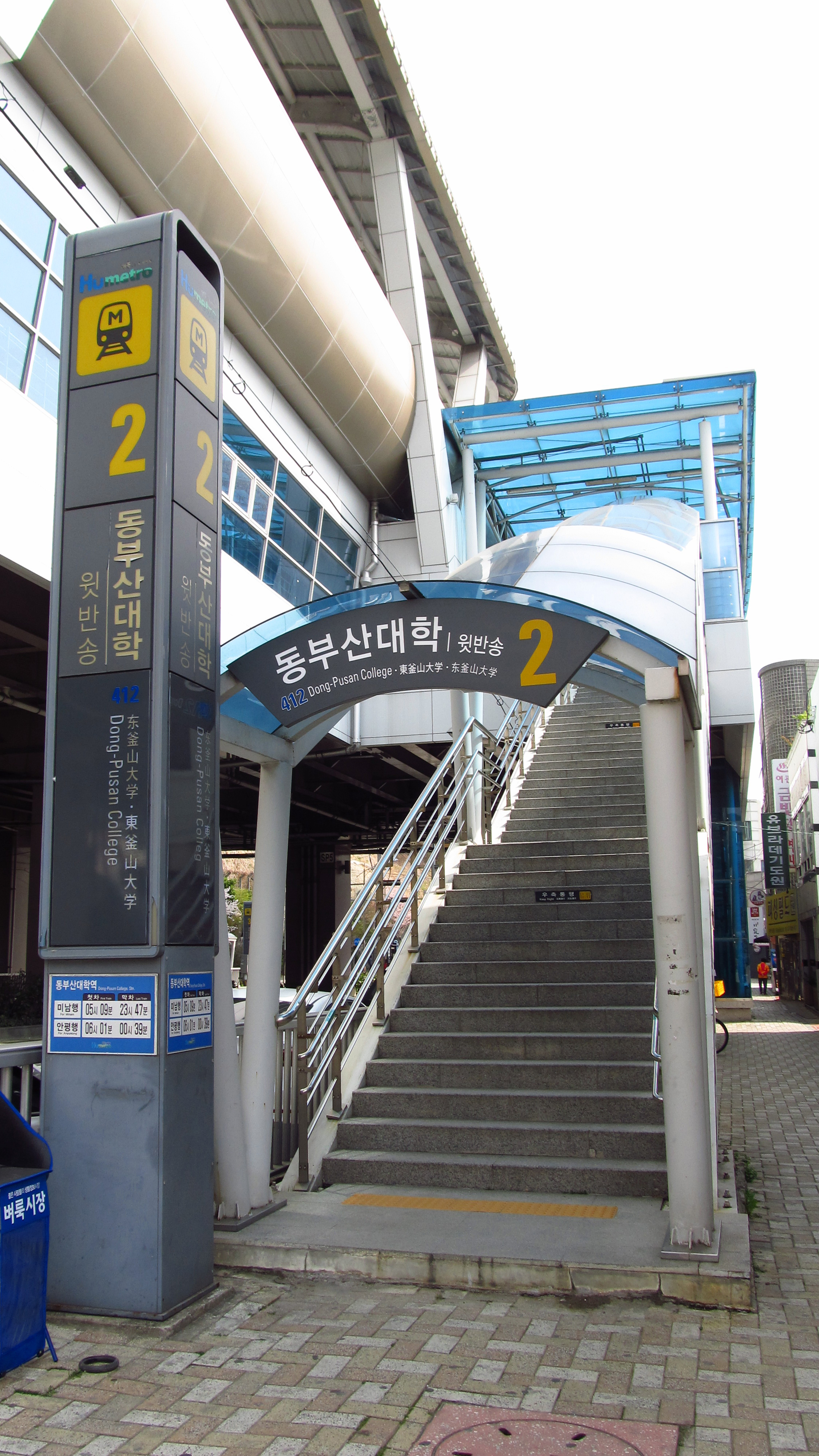
2號出口
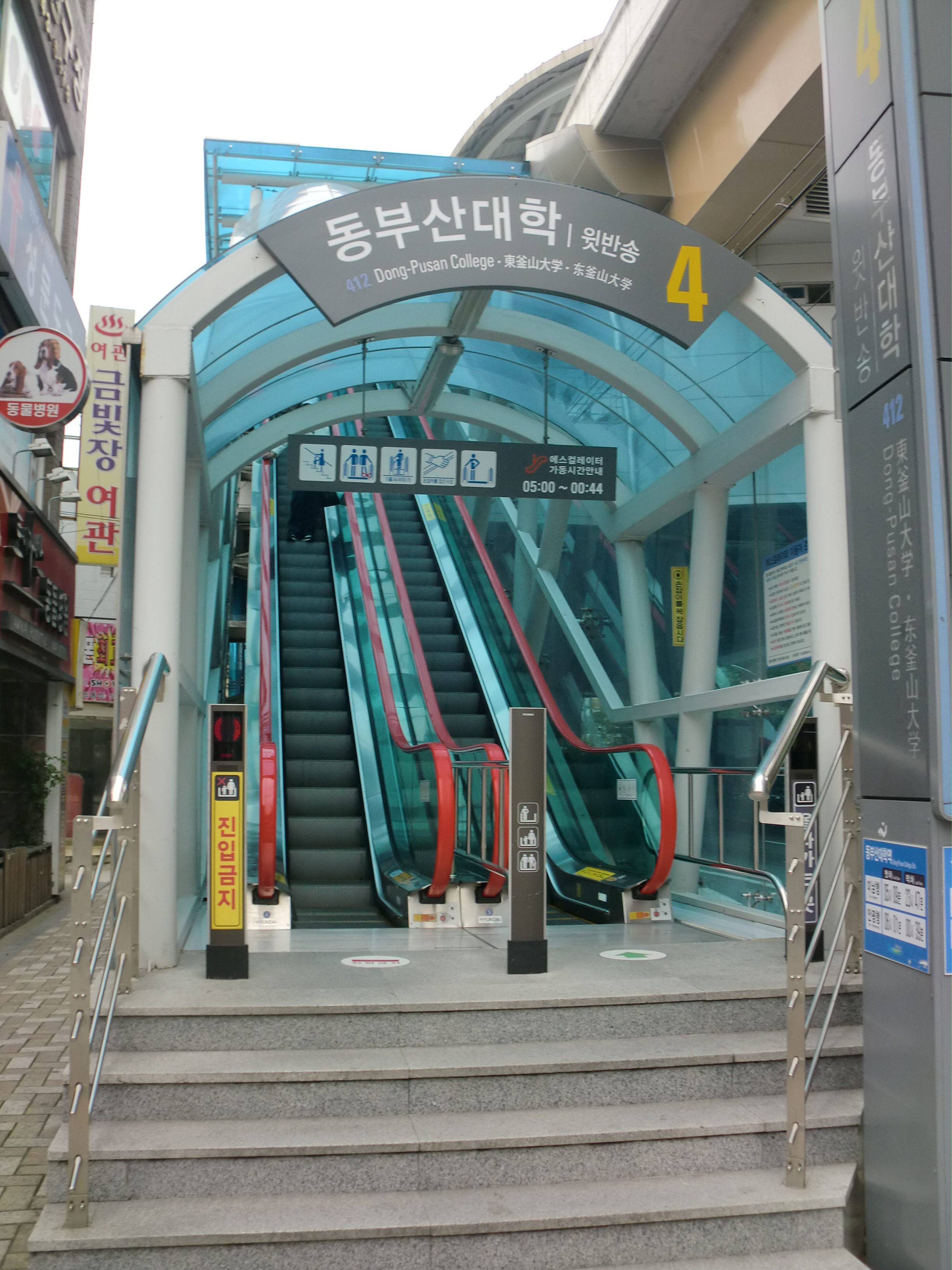
4號出口

## 相鄰車站
釜山交通公社
●釜山都市铁道4号线
靈山大學（411）－上盤松（412）－古村（413）